# 北京稻香村

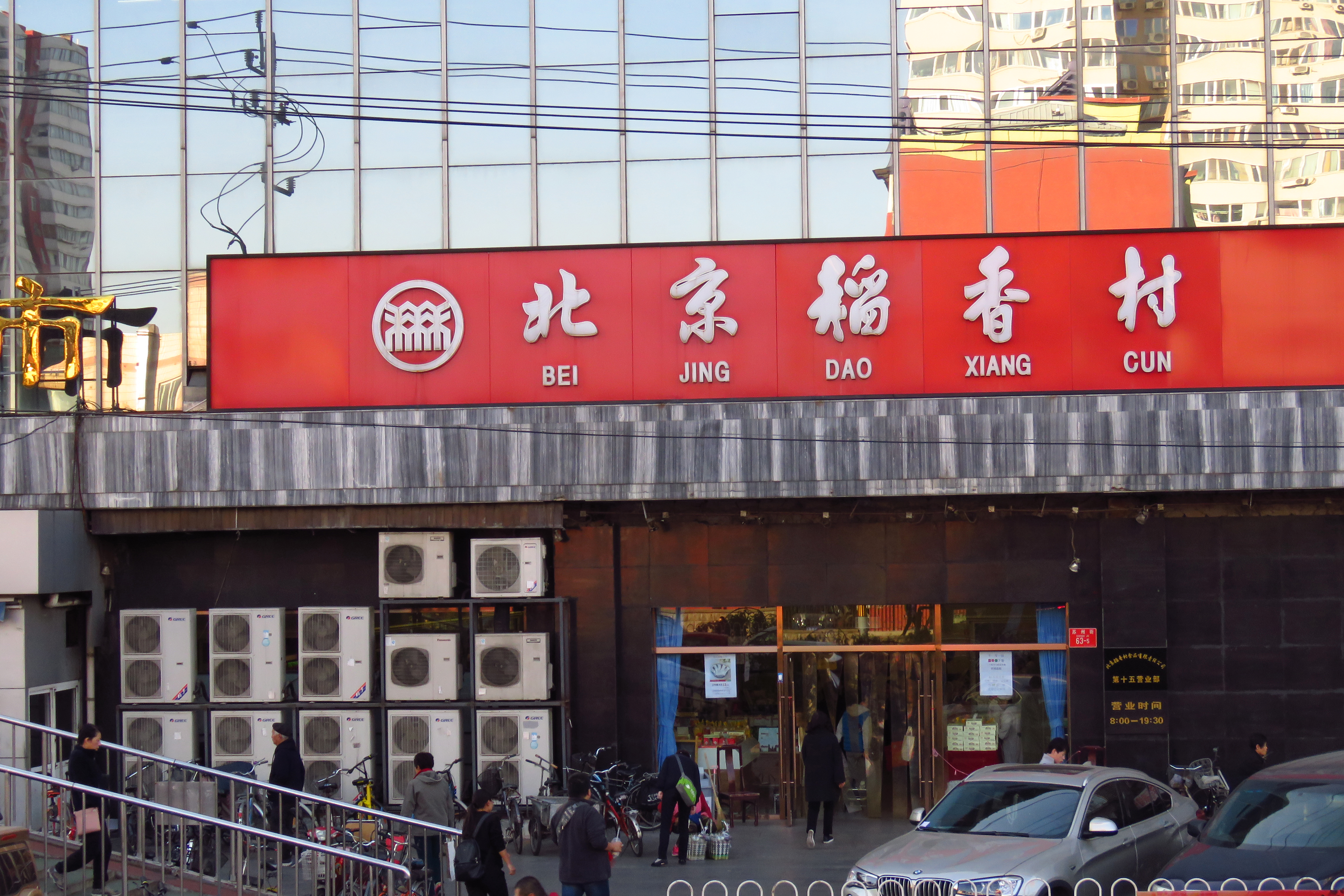
北京稻香村第十五营业部，可见招牌上的“三禾”标志

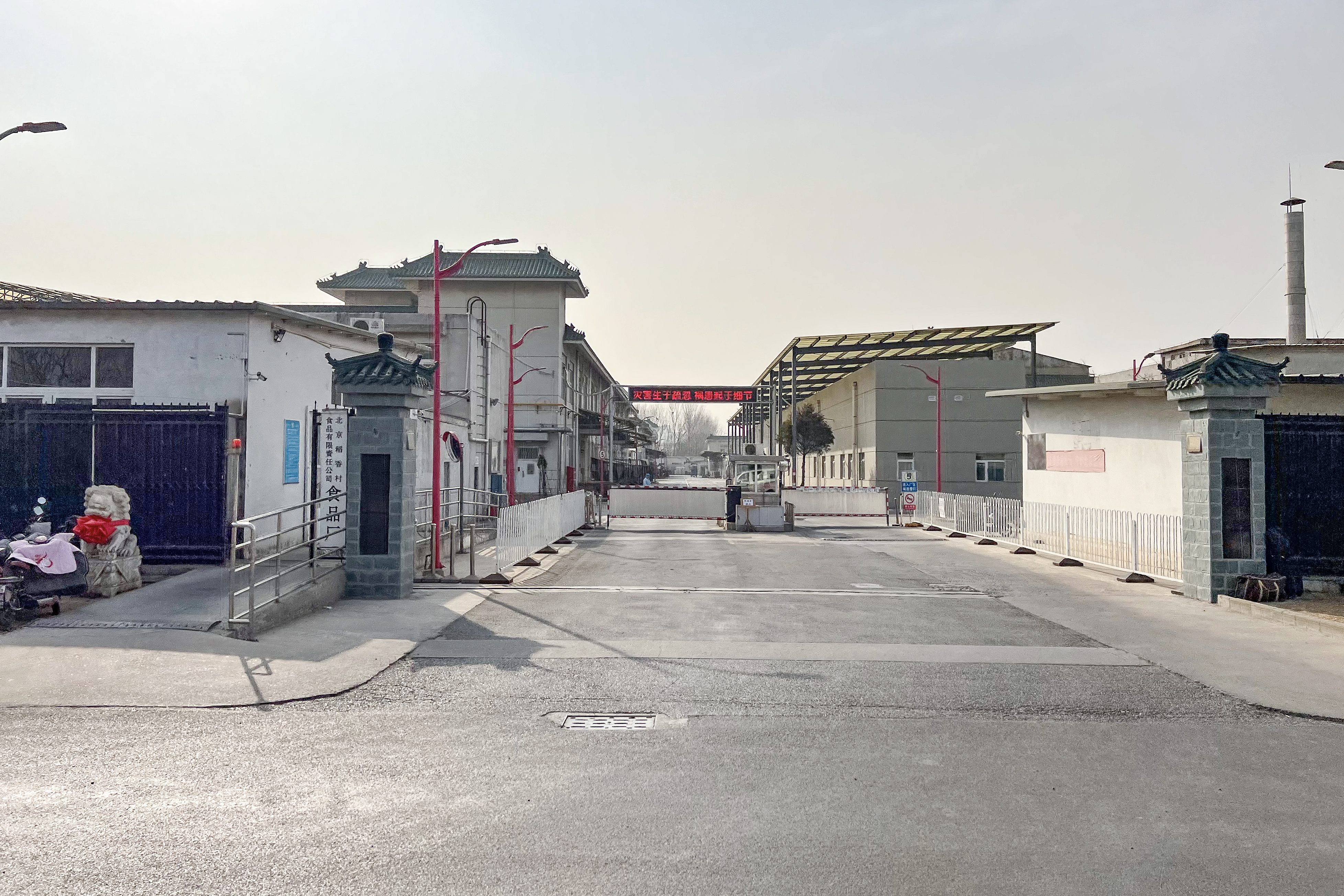
位于昌平区北七家的稻香村食品厂

北京稻香村食品有限责任公司，总部位于北京市东城区东直门内大街19号，是北京老字号食品企业，也是中华老字号。

## 历史

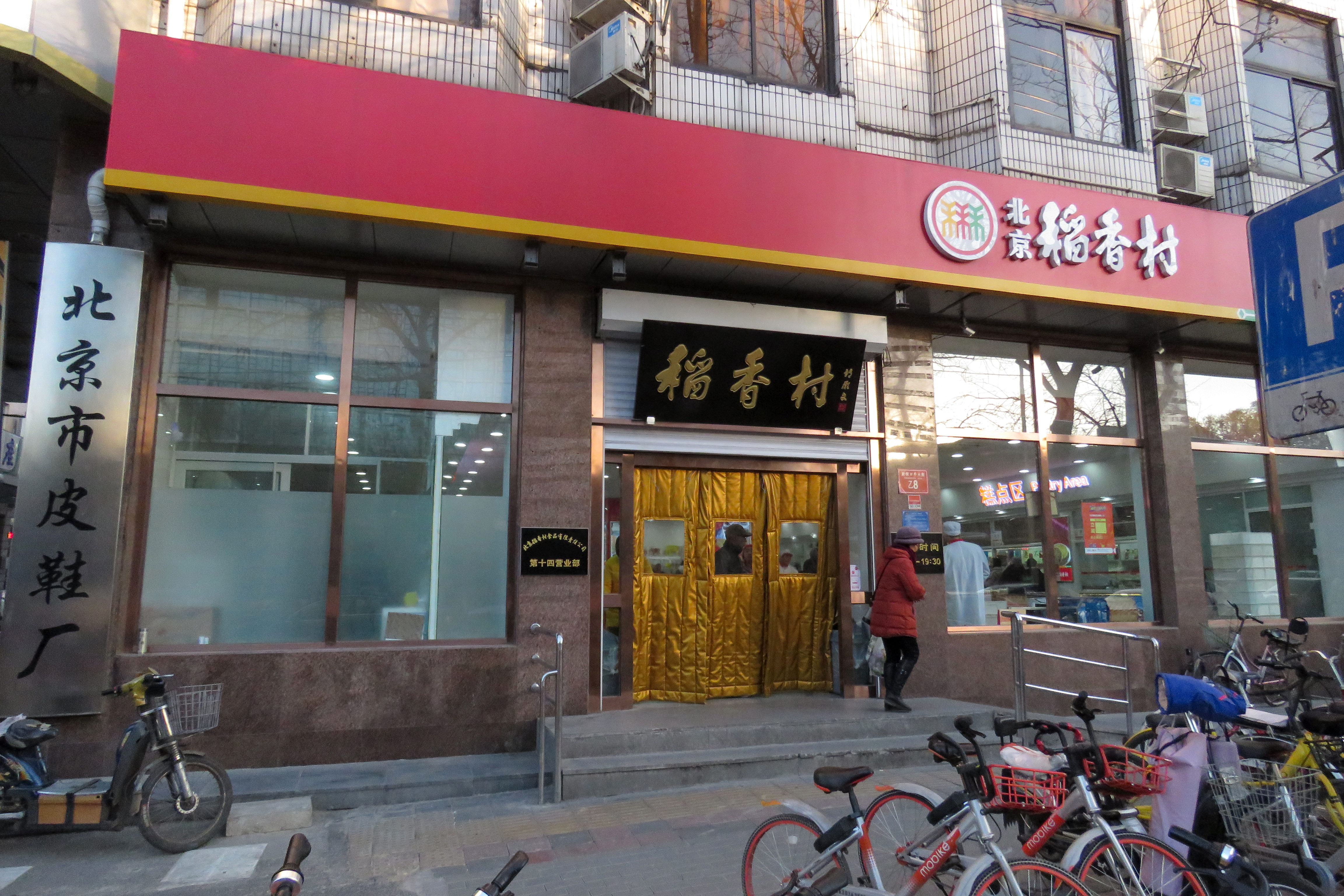
北京稻香村第十四营业部（2017年12月）

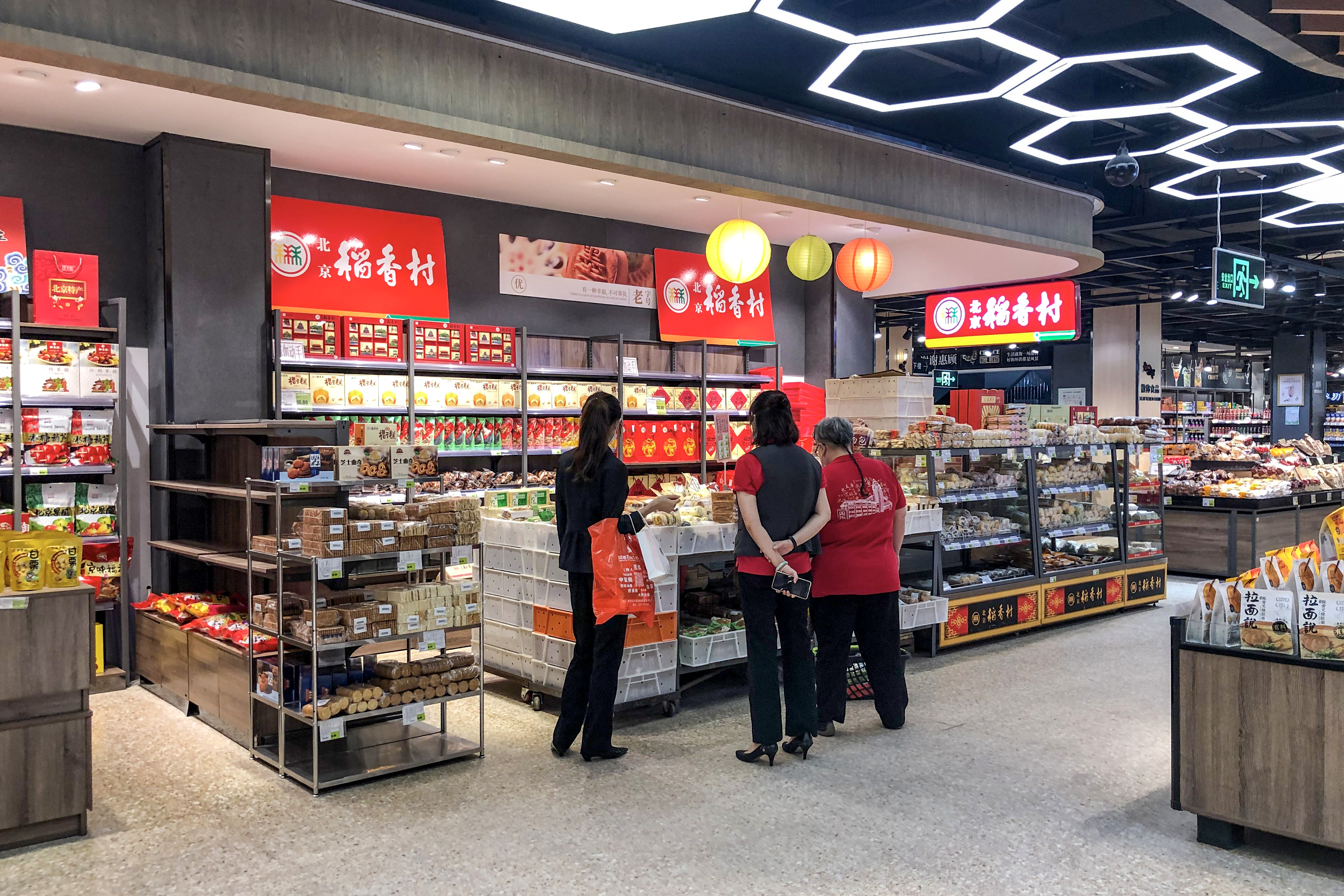
超市发双榆树店的北京稻香村专柜（2020年9月）

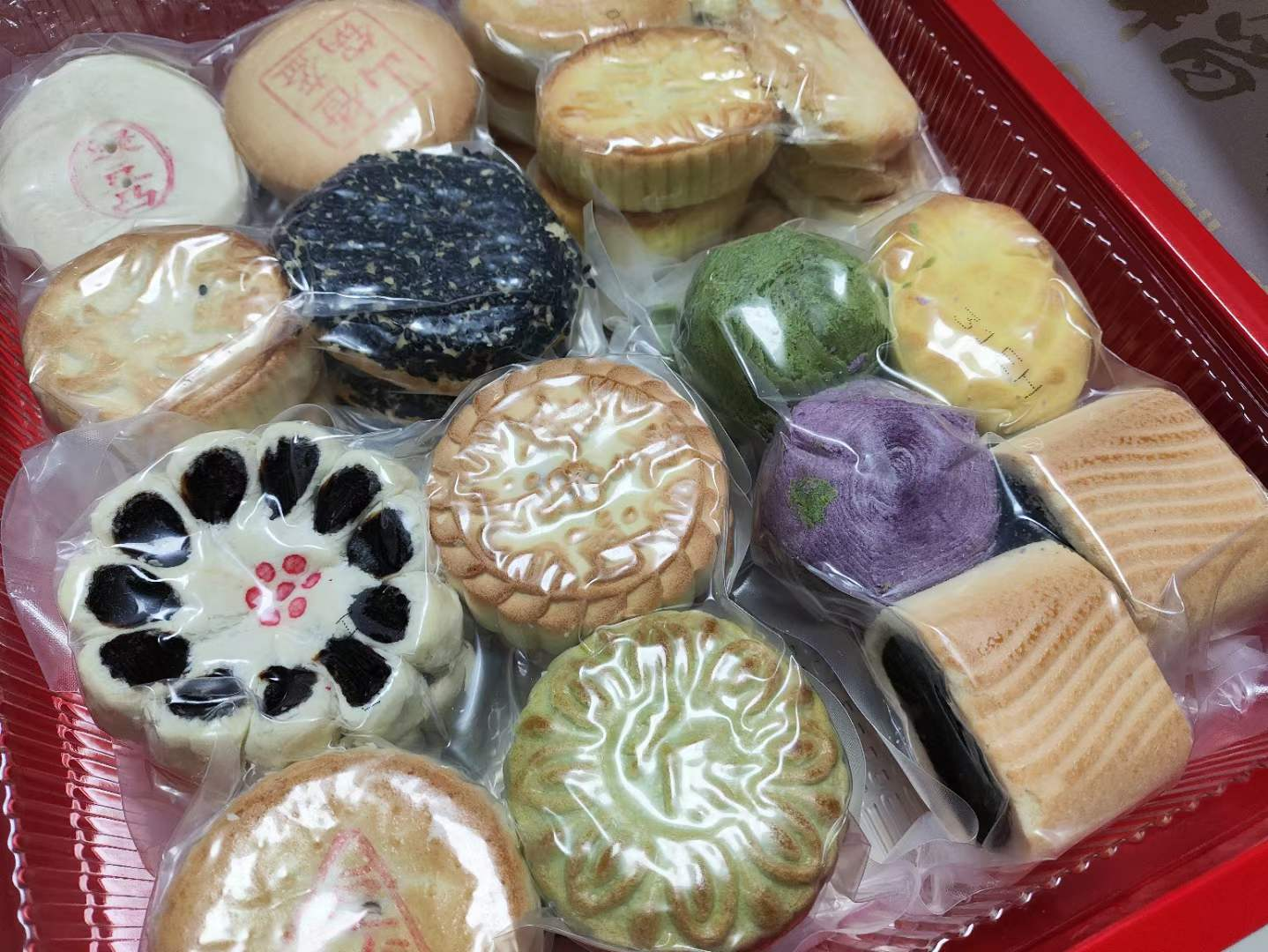
北京稻香村糕点礼盒

清朝光绪二十一年（1895年），掌握南味食品制作绝技的郭玉生带着几个伙计来到北京，在前门外观音寺（今大栅栏西街东口路北）开办了“稻香村南货店”，这是北京第一家南味食品铺。稻香村前店后厂，自制各色南味糕点和肉食，都是重油重糖，存放多日不会变干，在气候干燥的北京受到欢迎。稻香村生产的姑苏椒盐饼、冬瓜饼、猪油夹沙蒸蛋糕、杏仁酥等南味糕点，因风味不同于北方的“大饽饽”，受到北京人喜爱。鲜肉饺、肉松饼、枣泥麻饼、酱鸭、肴肉、筒鸭、云片糕、寸金糖等等，也很受欢迎。郭玉生等人还花重金自上海、南京、苏州、杭州、镇江请来名师制作食品。
清华大学体育教授马约翰、京剧名家谭富英都常来稻香村。1912年5月，鲁迅到北京，寓居南半截胡同的绍兴会馆，离观音寺的稻香村仅两三里。《鲁迅日记》记载，1913年到1915年，鲁迅至少15次到稻香村，买糕点当夜宵。冰心回忆道，有一次吴文藻、冰心夫妇来稻香村买了些南糖和熟食，伙计包好食品后，冰心夫妇才发现没带钱，老掌柜见是熟客，便表示：“东西您先拿去用，下次来一块算就行了！”
1911年，稻香村的两个徒弟汪荣清、朱有清自立门户“桂香村”，店址设在观音寺稻香村店铺对面，由于糕点的味道与老本家稻香村几乎一致，也受到了追捧。1916年，学得“稻香村”手艺的张森隆，在东安市场自立门户“稻香春”，北京的南味糕点由此形成三足鼎立的局面。此后，北京及华北的南味食品铺越来越多。1920年代前后，北京有稻香村、桂香村、稻香春，天津有明记、何记、森记稻香村，保定有稻香村，石家庄有稻香村，太原有老乡村。1926年，由于多年的军阀混战、经济衰退，以及竞争对手众多，北京的稻香村南货店终于关张。
1983年4月，中国民主建国会、中华全国工商业联合会在北京举行关于传统食品咨询工作座谈会，北京市东城区工商联副主任刘振英出席并且听了“要恢复发展名厂、名店、名特产品”的指示。会后，在工商联及政府支持下，刘振英请回了原来北京稻香村南货店的老技师和老职工。当时，北新桥街道正急于解决待业青年的工作，乃投资8万元人民币作为稻香村复业的启动资金，并且把东直门内北弓匠营胡同的北新桥街道缝纫厂腾空，改成稻香村的厂房，并安排北新桥街道的待业青年转为食品工人。
1983年4月15日，北京东城区稻香村南味食品店由北京市工商行政管理局核发营业执照，经营范围包括“中西糕点、面包”等等。北京东城区稻香村南味食品店是由北京市东城区北新桥街道生产服务联社、北京市工商业联合会东城区办事处共同开办。1984年，北京东城区稻香村南味食品店更名为北京市稻香村南味食品店
。
1984年1月，稻香村南味食品店正式恢复，刘振英任负责人。刘振英成为继郭玉生、汪荣清、朱有清等人之后的稻香村第五代传人。全国人大常委会副委员长胡厥文题写了“稻香村”匾额。恢复之后仅仅一年，白手起家的稻香村便拥有了两个门市部，并改建了生产楼，还和北京市东城区粮食局实行联合经营，并在山东聊城开出分店。稻香村从中国各地乃至国外选用上好的原料，精工细作，获得消费者的青睐，知名度不断上升。1999年，稻香村已拥有16个门店，资产2.6亿元人民币，销售额5.76亿元人民币，利润5500万人民币。同年，因身体原因，负责人刘振英将稻香村的领导权交给了毕国才。1994年组建成立北京稻香村食品集团。2005年10月，改制成立北京稻香村食品有限责任公司。2008年北京奥运会期间，稻香村把月饼送进了奥运村。截至2010年，稻香村已拥有百余家连锁店、1个物流配送中心、300多个销售网点，并拥有中国传统食品行业里装备最为先进、厂房最大的生产加工基地，生产糕点、肉食、元宵、月饼、粽子、速冻食品等600多个品种的食品，年销售额23亿元人民币。
稻香村恢复后，注重“四时三节”，生产的节令食品十分有名。端午节粽子、中秋节月饼、春节年糕、上元节元宵都是稻香村知名的食品。稻香村的立秋肘子、白露甘薯饼、寒露芝麻酥、立冬佛手卷、大雪红枣糕、冬至捏耳朵、小寒坛焖鹿肉等等富有特色的节令食品也都受到欢迎。
1993年10月，北京稻香村南味食品店被中华人民共和国国内贸易部认定为中华老字号。2006年，北京稻香村食品有限责任公司（注册商标“稻香村”）被中华人民共和国商务部认定为中华老字号。2014年，北京稻香村食品有限责任公司（注册商标“稻香村”）又获北京老字号协会认定为北京老字号。1998年、2002年，北京稻香村食品集团的“稻香村”商标（糕点、饼干等商品上）分别获第三届北京市著名商标、2001年度北京市著名商标。2005年，北京稻香村食品集团的“稻香村”商标（饺子、年糕、粽子、元宵等商品上）获2004年度北京市著名商标。

## 商标诉讼
“稻香村”这一品牌早年是中国各地多家相互独立的食品企业的名称，但都未注册商标。1980年代初，保定稻香村食品厂为参加中华人民共和国商业部的评优，注册商标“稻香村”，成为该商标的注册者和所有者。而北京稻香村的注册商标为“三禾”。保定稻香村食品厂虽然注册商标“稻香村”最早，但后来经营不太理想，反而是1984年恢复的北京稻香村的知名度蒸蒸日上。保定稻香村一度想和北京稻香村合作，但未果。2002年，双方达成协议：保定稻香村准许北京稻香村使用注册商标“稻香村”，保定稻香村为北京稻香村加工部分产品。2004年，保定稻香村将商标“稻香村”折价55万元人民币，入股苏州稻香村，协议书规定：保定稻香村可永久使用“稻香村”商标，保定稻香村与北京稻香村的合作继续有效。自此，可以合法使用“稻香村”商标的企业仅有三家：苏州稻香村是“稻香村”商标的所有人；保定稻香村是“稻香村”商标的注册者，在和苏州稻香村合作后继续享有永久使用“稻香村”商标的权利；北京稻香村根据2002年与保定稻香村达成的合作协议使用“稻香村”商标，并在部分类别的商品上和服务上有自己注册的“稻香村”商标。1997年，北京稻香村食品集团获得商标局核准，在第30类粽子、元宵等商品上及第35类推销（替他人）服务上使用“稻香村”商标。另外北稻在其他多种类似商品和服务上注册有“稻香村”、“北稻香”、“稻香村及图”等商标。
2008年起，北京稻香村食品有限责任公司在包括“糕点”等类商品上申请注册“北京稻香村”商标。初次申请未通过。2010年再次申请，2015年成功注册“北京稻香村”商标。
2006年，苏州稻香村食品工业有限公司（以下简称“苏州稻香村”）向国家工商行政管理总局商标局申请在第30类饼干、面包、糕点商品上注册“稻香村”商标（由手写体“稻香村”文字加扇形边框组成），获得商标局核准。2009年7月2日，北京稻香村食品有限责任公司（以下简称“北京稻香村”）向商标局提出异议申请，认为苏州稻香村申请注册的商标是模仿北京稻香村在第30类粽子、元宵等商品上在先注册的“稻香村”商标，易使消费者混淆。商标局评审后裁定北京稻香村所提异议理由不成立，仍对苏州稻香村商标核准注册。北京稻香村向国家工商行政管理总局商标评审委员会（以下简称“商评委”）申请复审。2013年4月2日，商评委裁定，苏州稻香村被异议的商标不予核准注册。
2013年，苏州稻香村不服这一裁定，向北京市第一中级人民法院提起行政诉讼，要求撤销商评委这一裁定，判决商评委重新作出裁定。2014年，北京市高级人民法院二审终审判决，北京稻香村和苏州稻香村已形成各自稳定市场，无正当理由不应打破，维持商评委和一审法院关于苏州稻香村申请注册的商标不予核准注册的结论。苏州稻香村向最高人民法院提出再审申请。2014年，最高人民法院作出行政裁定，驳回苏州稻香村的再审申请。
上述判决及裁定生效后，苏州稻香村仍在使用未获核准注册的“稻香村”商标（由手写体“稻香村”文字加扇形边框组成），并推出了和北京稻香村的“稻香村”商标外观更加相似的无边框商标。为此，2015年9月起，北京稻香村就苏州稻香村商标侵权行为分别向北京知识产权法院、北京市东城区人民法院、北京市丰台区人民法院、北京市朝阳区人民法院提起民事诉讼，要求苏州稻香村停止侵犯商标专用权。2016年3月，北京稻香村将苏州稻香村方面的稻香村食品集团公司、苏州稻香村食品工业有限公司、北京苏稻食品工业有限公司诉至法院，要求苏州稻香村在企业名称及多家门店的字号上明确“苏州”两字
。
2017年9月22日，北京知识产权法院裁定北京苏稻、苏州稻香村停止在多家电商平台销售带有“稻香村”标识的糕点等产品。然而这份裁定令苏州稻香村措手不及，苏州稻香村第一时间发表声明表明态度。当日苏州稻香村部分产品逐步下架，也令苏州稻香村遭受了巨大的损失。同时，苏州稻香村启动了复议措施，请求北京知识产权法院撤销行为保全裁定，同时向法院提供了6000万元作为反担保。9月26日，北京知识产权法院裁定解除该院在9月22日作出的裁定，由此苏州稻香村部分产品恢复在电商平台销售。
2018年10月12日，苏州工业园区人民法院作出一审判决，判令北京稻香村停止在糕点类商品上使用“稻香村”标识，并赔偿苏州稻香村115万元。